# Župančičeva pot
Župančičeva pot je pohodniška pešpot, poimenovana po Otonu Župančiču. Povezuje vas Dragatuš, kjer je pesnik preživljal otroštvo in njegovo rojstno Vinico, ter zajema 9 krajev. Kot dijak se je večkrat iz Novega mesta odpravil peš čez Gorjance v Dragatuš, od tam pa še naprej v Vinico k sorodnikom. Pot je dolga 10 kilometrov in vzame štiri ure. Prvi pohod je bil ob 120-letnici Župančičevega rojstva, leta 1998, od tedaj poteka vsako leto 11. junija.

## Potek poti
1. Dragatuš
2. Pusti Gradec
3. Veliki Nerajec
4. Mala Lahinja
5. Belčji Vrh
6. Hrast pri Vinici
7. Perudina
8. Golek pri Vinici
9. Vinica

## Opis poti
Začne se v gručasti vasici Dragatuš sredi Bele krajine, kamor je prišel pesnik kot dveleten otrok. Njegova spominska soba je v gostišču Župančičev hram, od koder se pot nadaljuje do majhne doline z izvirom potoka Dobreča, ki ga je pesnik imenoval "najtišja draga sveta". Naslednja točka je Pusti Gradac, pomembno arheološko najdišče, od koder se čez Nerajske luge (močvirnato območje na poti Dragatuš – Pusti Gradac – Nerajec) najprej po cesti in nato naprej po kolovozu vije pot v Veliki Nerajec. Skozi Krajinski park Lahinja pripelje do  Male Lahinje. Od tega gručastega naselja nad levim bregom reke Lahinje vodi do vrtačastega griča Belčji Vrh s cerkvico svete Helene, prvič omenjene leta 1526. Čez neravno kraško polje, med vinogradi, polji in sadovnjaki, se po 30 minutah pride do  Hrasta pri Vinici. Tu stoji cerkev svetega Roka, kjer je v zvoniku s piramidasto streho eden najstarejših slovenskih zvonov z letnico 1371, ki tehta 40 kg. Sledi vas Perudina, ki je razdeljena na Gornje selo na hribu in Dolnje selo pod hribom.
Tu se razprostre pogled vse od Kolpe do Kleka na Hrvaškem. Pred očmi pohodnika se pojavi tudi eden izmed treh belokranjskih osamelcev, Žeželj, jugovzhodno od Perudine. Na tem hribu stoji cerkev Matere Božje, zgrajena v 17. stoletju, katere baročni oltar je obogaten z Langusovimi slikami. Po poti ob kapelicah križevega pota, ki so jih zgradili v letih 1825–1830, se po dobrih 50 metrih že vidita Vinica in Kolpa. Ob tem pogledu je menda Župančič napisal verz v pesmi Pokopališče svete Barbare, ki se glasi: »Teh krajev ne pozabi, kdor se svetlobe njih je nasesal.« Ko pohodnik obide zadnjo kapelico, stopi v Golek pri Vinici, ki stoji na obkolpski terasi ob travnikih in poljih. Zahodno od vasi so vidni ostanki prazgodovinskega naselja iz železne dobe. Na koncu Goleka pa je cilj pohodniške poti, pesnikov rojstni kraj Vinica. Sredi Vinice stoji pesnikova rojstna hiša. V spodnjih prostorih hiše, ki je zrasla na pogorišču Župančičeve domačije (pogorela v velikem požaru leta 1888), je od leta 1951 urejena spominska soba, v kateri je predstavljeno pesnikovo življenje in njegovo literarno ustvarjanje. 
- Najnižja točka:    148,1 m
- Najvišja točka:   310,3 m
- Skupaj vzpona:    235,5 m
- Skupaj spusta:   252,9 m
- Približen čas hoje:   5 h